# Fuerstia
Fuerstia es un género  de plantas con flores perteneciente a la familia Lamiaceae. Es originario de África tropical. Comprende 10 especies descritas y de estas, solo 9 aceptadas.

## Taxonomía
El género fue descrito por Thore Christian Elias Fries y publicado en Acta Universitatis Lundensis ser. 2. Afd. 2. 25(17): 3. 1929. La especie tipo es: Fuerstia africana T.C.E.Fr.

## Especies aceptadas
A continuación se brinda un listado de las especies del género Fuerstia aceptadas hasta septiembre de 2014, ordenadas alfabéticamente. Para cada una se indica el nombre binomial seguido del autor, abreviado según las convenciones y usos.	
- Fuerstia adpressa A.J.Paton, Kew Bull. 48: 132 (1993).
- Fuerstia africana T.C.E.Fr., Acta Univ. Lund. 25(17): 3 (1929).
- Fuerstia angustifolia G.Taylor, J. Bot. 69(Suppl. 2): 155 (1931).
- Fuerstia bartsioides (Baker) G.Taylor, J. Bot. 70: 272 (1932).
- Fuerstia dendrothrix A.J.Paton, Kew Bull. 48: 135 (1993).
- Fuerstia rara G.Taylor, J. Bot. 69(Suppl. 2): 155 (1931).
- Fuerstia rigida (Benth.) A.J.Paton, Kew Bull. 50: 150 (1995).
- Fuerstia ternata A.J.Paton, Kew Bull. 48: 130 (1993).
- Fuerstia welwitschii G.Taylor, J. Bot. 69: 273 (1931).